# Spała
Spała è una frazione appartenente al comune rurale di Inowłódz, posto nel distretto di Tomaszów Mazowiecki del voivodato di Łódź nella Polonia centrale.
Si trova sul fiume Pilica, a circa 6 chilometri (4 miglia) a ovest di Inowłódz, 9 km (6 miglia) a est di Tomaszów Mazowiecki e 54 km (34 miglia) a sud-est del capoluogo regionale Łódź. Al 2011 è composta da 484 abitanti. La località dà il nome all'area protetta denominata Spalski Park Krajobrazowy.

## Eventi
Spała era la sede di una residenza di caccia di proprietà dell'imperatore Nicola II di Russia. Nel 1912 Grigorij Rasputin, presumibilmente in quel luogo, guarì lo zarevich Aleksej Nikolaevič, che soffriva di emofilia, da un'emorragia quasi fatale.
Spała fu la sede nel 1935 del Central European Jamboree e, nel 1995, dell'International Young Physicists' Tournament.

## Sport
La località è la sede del Centro di preparazione olimpico, che è una base di allenamento professionale per squadre nazionali e olimpiche di molte discipline. L'arena sportiva al coperto è stata costruita nel 1988 ed è tra le più grandi della Polonia.